# Meus Prêmios Nick
Meus Prêmios Nick (abreviação MPN) foi a versão brasileira do Nickelodeon Kids' Choice Awards (abreviação KCA), o maior prêmio infantil da TV mundial, e já se consagrou como o maior evento do tipo no país. O Brasil foi um dos onze países do mundo que promove sua versão local da premiação, assim como o Reino Unido e Austrália. Em 2010, a Nickelodeon do México também produziu seu primeiro evento do tipo. A primeira edição do Meus Prêmios Nick aconteceu em 2000, sob o comando de Márcio Garcia.

## Edições
| Ano  | Local                                        | Apresentação                             |
| ---- | -------------------------------------------- | ---------------------------------------- |
| 2000 | —                                            | Márcio Garcia                            |
| 2001 | ATL Hall                                     | Márcio Garcia                            |
| 2002 | Hopi Hari                                    | Márcio Garcia                            |
| 2003 | Playcenter                                   | Márcio Garcia                            |
| 2004 | Hopi Hari                                    | Patrulha Nick                            |
| 2005 | Hopi Hari                                    | Márcio Garcia                            |
| 2006 | Qualistage e HSBC Brasil                     | Patrulha Nick e Nick TôNicko             |
| 2007 | Pepsi on Stage, Vibra São Paulo e Qualistage | Fresno e NX Zero                         |
| 2008 | Pepsi on Stage, Vibra São Paulo e Qualistage | NX Zero                                  |
| 2009 | Qualistage e Vibra São Paulo                 | Jullie, Marcelo Mancini e Lucas Silveira |
| 2010 | Qualistage e Vibra São Paulo                 | Di Ferrero e Lucas Silveira              |
| 2011 | Vibra São Paulo                              | Restart                                  |
| 2012 | Vibra São Paulo                              | Rodrigo Faro                             |
| 2013 | Vibra São Paulo                              | Lucas Silveira                           |
| 2014 | Vibra São Paulo                              | Richard Rasmussen e Sabrina Sato         |
| 2015 | Vibra São Paulo                              | Fábio Porchat                            |
| 2016 | Vibra São Paulo                              | Christian Figueiredo                     |
| 2017 | Vibra São Paulo                              | Larissa Manoela                          |
| 2018 | Vibra São Paulo                              | Maisa Silva                              |
| 2019 | Vibra São Paulo                              | João Guilherme                           |
| 2020 | Estúdio da Nickelodeon Brasil                | Bruno Gagliasso                          |
| 2021 | Estúdio da Nickelodeon Brasil                | Bianca Andrade e Fred                    |

## Categorias
Televisão
- Atriz Favorita
- Ator Favorito
- Desenho Favorito

Música
- Música do Ano
- Revelação Musical
- Banda favorita
- Cantora Favorita
- Cantor do Ano
- Artista Internacional Favorito
- Artista Musical Favorito (Criada em 2018)

Beleza
- Gato do Ano
- Gata do Ano
- Trending Topics (TT)

Esportes
- Atleta do Ano
- Lance Do Ano

Cinema
- Filme do Ano

Humor
- Humorista Favorito

Jogos
- Game Favorito

## Encerramento
Por razões até hoje não conhecidas, a premiação acabou sendo cancelada em 2022 e nunca mais foi realizada desde então. Suspeita-se que a Paramount Global teria optado em priorizar os Prêmios MTV MIAW, que também utilizavam os votos populares e categorias semelhantes ao MPN, mas o último também seria cancelado no ano seguinte (2023) por motivos desconhecidos.